# Universidad de Ibadán
La Universidad de Ibadán (en inglés, University of Ibadan o UI) es una de las universidades más importantes de Nigeria. Proviene del antiguo Yaba College. La historia y la influencia de la Universidad de Ibadan la han convertido en una de las universidades más prestigiosas de África.
En septiembre de 2016, se convirtió en la primera universidad nigeriana en llegar al top 1000 en las clasificaciones de Times Higher Education. Antes de eso, siempre había estado entre las 10 mejores universidades africanas en las clasificaciones de Webometrics. UI actualmente ocupa el puesto número 1 en Nigeria y 1196 en el mundo según Webometrics.

## Alumnos destacados
- Abdulganiyu Abdulrasaq, abogado, expresidente de la Bolsa de Valores de Nigeria[6]
- Mufutau Oloyede Abdul-Rahmon, catedrático de Estudios Árabes e Islámicos.[7]
- John Omoniyi Abiri, académico nigeriano
- Sadique Abubakar, exjefe de personal aéreo de Nigeria[8]
- Chinua Achebe, novelista, autor de Todo se desmorona[9]